# 295.ª Divisão de Infantaria (Alemanha)
A 295ª Divisão de Infantaria (em alemão:295. Infanterie-Division) foi uma unidade militar que serviu no Exército alemão durante a Segunda Guerra Mundial.

## Comandantes
| Comandante                           | Data                                           |
| ------------------------------------ | ---------------------------------------------- |
| Generalleutnant Herbert Geitner      | 6 de fevereiro de 1940 - 8 de dezembro de 1941 |
| Generalleutnant Karl Gümbel          | 8 de dezembro de 1941 - 1 de maio de 1942      |
| General der Artillerie Rolf Wuthmann | 2 de maio de 1942 - 16 de novembro de 1942     |
| Generalmajor Dr. Otto Korfes         | 16 de novembro de 1942 - 31 de janeiro de 1943 |
| Generalleutnant Rudolf Dinter        | 1 de abril de 1943 - 27 de julho de 1944       |
| Generalleutnant Karl-Ludwig Rhein    | 27 de julho de 1944 - 26 de janeiro de 1945    |
| Generalleutnant Sigfrid Macholz      | 26 de janeiro de 1945 - 8 de maio de 1945      |

## Oficiais de operações
| Oberstleutnant Hans-Georg Schaewen | 8 de fevereiro de 1940-10 de julho de 1940 |
| Oberstleutnant Horst von Zitewitz  | 10 de julho de 1940-abril de 1941          |
| Oberstleutnant Helmuth Groscurth   | abril de 1941-novembro de 1941             |
| Major Franz Engerisser             | 25 de novembro de 1941-1 de maio de 1942   |
| Oberstleutnant Gerhard Dissel      | ?-31 de janeiro de 1943                    |
| Oberst Karl Zipper                 | abril de 1943-25 de fevereiro de 1945      |
| Major Ernst-Günther Steuer         | 25 de fevereiro de 1945-1945               |

## Área de operações
| Alemanha                   | fevereiro de 1940 - maio de 1940  |
| Bélgica & França           | maio de 1940 - junho de 1941      |
| Frente Oriental, setor sul | junho de 1941 - outubro de 1942   |
| Stalingrado                | outubro de 1942 - janeiro de 1943 |
| Noruega                    | de março de 1943 - maio de 1945   |